# Эдмундстон
Эдмундстон (фр. Edmundston) — небольшой город в графстве Мадаваска на северо-западе провинции Нью-Брансуик, Канада. Город расположен у слияния рек Сен-Жан и Мадаваска.

## История
Первое европейское поселение под названием Пти-Со («маленький водопад») здесь было основано франко-акадскими беженцами (см. Депортация франко-акадцев) в 1785 году. Затем в 1850 году город был переименован британцами в Эдмундстон по имени одного из британских губернаторов провинции. Позднее, в конце XIX — начале XX веков в ходе  интенсивной миграции франкоканадцев из перенаселённого аграрного Квебека в промышленно развитые города северо-запада США, часть квебекцев осела на малозаселённых землях приграничья, смешавших с первыми франко-акадскими колонистами и индейцами-микмаками. Так появились современные франкоязычные брейоны, населяющие графство Мадаваска.  Первый номер местной франкоязычной газеты «Le Madawaska» вышел в городе 27 ноября 1913 года.

## География и демография
Город расположен всего в нескольких километрах от границы с Квебеком и прямо на границе со штатом Мэн, США. Население города — 16 646 человек, 98,0 % которых говорят по-французски. Это крупнейший франкоязычный город в Северной Америке за пределами провинции Квебек и Республики Гаити. Французский также является единственным официальным языком городской администрации.

## Достопримечательности
К достопримечательностям Эдмундстона относятся:
- Собор Непорочного Зачатия, построенный в 1924 году в стиле, представляющем синтез романского и готического архитектурных стилей и вмещающий 1200 человек.
- Английский форт Ду-Петит-Соулт (Пти-Со), построенный в 1841 году.
- Провинциальный парк Де-ля-Републик.
- Музей раритетных автомобилей.
- Исторический музей Мадаваски.
- Ботанический сад Нью-Брансуика, расположенный в Сен-Жаке, пригороде Эдмундстона, где на площади в 7 га высажено 80 тысяч растений.